# Piratska stranka
Die Piratska stranka (PS, kroatisch: Piratenpartei) war eine politische Partei in Kroatien. Sie wurde im März 2012 nach dem Vorbild anderer Piratenparteien gegründet und am 6. April 2012 offiziell registriert. Die Partei war Mitglied der Pirate Parties International und beteiligt sich an der Gründung der Europäischen Piraten (PPEU). Im Februar 2013 wurde die Partei erstmals in nationalen Umfragen genannt. Demnach würde sie bei den Parlamentswahlen auf 6,4 % der Stimmen kommen.
Die Partei trat erstmals zur Europawahl in Kroatien 2013 mit 12 Kandidaten an. Dabei erreichte sie 1,13 % der Stimmen.
Bei der Wahl zum Parlament der Gespanschaft Primorje-Gorski kotar am 19. Mai 2013 erreichte die PS 1,33 % der Stimmen. Bei den gleichzeitig stattfindenden Kommunalwahlen erreichte sie in sechs Städten Ergebnisse zwischen 0,95 % und 3,77 %. Bei der Wahl zum Stadtteilparlament von Kolodvorsko/Sajmiste, einem Stadtteil von Samobor, wählten 21 % der Wähler die PS, die dadurch zwei der neun Sitze erhielt.
2018 wurde die Partei aus dem Parteienregister entfernt.